# Darbya lira
Darbya lira é uma espécie de gastrópode do gênero Darbya, pertencente à família Borsoniidae.